# هيرمان جي. سيفرسون
هيرمان جي. سيفرسون هو فلاح وشخصية أعمال وقاضي وسياسي أمريكي، ولد في 21 نوفمبر 1869، وتوفي في 2 سبتمبر 1950. نشط حزبياً في الحزب الجمهوري. وقد انتخب عضو مجلس ولاية ويسكونسن ‏.